# 淺水光蟾魚
淺水光蟾魚（学名：Porichthys plectrodon），為輻鰭魚綱蟾魚目蟾魚科的其中一種，分布於西大西洋區，從美國維吉尼亞州、墨西哥灣至南美洲北部海域，棲息深度可達100公尺，體長可達29公分，為底棲性魚類，棲息在沙泥底質海域，屬肉食性，可作為食用魚。

## 外部連結
- 淺水光蟾魚的圖片
- 淺水光蟾魚的圖片 （页面存档备份，存于）